# 대한민국 형사소송법 제79조
대한민국 형사소송법 제79조는 법원의 출석, 동행명령에 대한 형사소송법의 조문이다.

## 조문
第79條(出席, 同行命令) 法院은 必要한 때에는 指定한 場所에 被告人의 出席 또는 同行을 命할 수 있다.

제79조(출석, 동행명령) 법원은 필요한 때에는 지정한 장소에 피고인의 출석 또는 동행을 명할 수 있다.

## 참고 문헌
- 손동권 신이철, 새로운 형사소송법(초판, 2013), 세창, 2013. ISBN 9788984114081